# スタジオエル
有限会社スタジオエル（英: Studio elle Co.,Ltd.）は、日本のアニメ制作会社。多くの作品の場合、「スタジオエル」「スタジオ エル」「Studio L」などとクレジットされる。

## 概要・沿革
1961年に前身であるレオ・プロダクションを設立、1975年に社名をスタジオエルに変更、1988年に有限会社として法人組織化。2005年8月までは仕上・撮影を行うのみであったが、同年9月に作画専門スタジオ「ジェック・イー」（Jec.E）を吸収したのに伴い、作画部を設立し、自前で演出・作画・仕上・撮影を行う体制を整え、テレビアニメのグロス請けを行うようになった。初の自社制作作品は、携帯コンテンツ『千夜鬼譚』である。更なる制作能力拡大の為、2012年7月に3DCG部を設立。同年9月にはアニメ・スポットを吸収し、所属スタッフ全員がエルに移籍した。
2017年3月、3DCG部を解散。2018年2月、海外部を設立。
東京都中野区上鷺宮5丁目7番4号に自社ビル（エルビル）があり、背景を除く全ての部署が集約されている。
制作がデジタル化し始めた一時期は「スタジオエルデジタル」、「スタジオエルデジタル部」とクレジットされていた作品もある。

## 作品履歴

### テレビアニメ
| 開始年 | 放送期間    | タイトル                                           | 監督       | シリーズ構成 | アニメーション プロデューサー | 共同制作    |
| ------ | ----------- | -------------------------------------------------- | ---------- | ------------ | ----------------------------- | ----------- |
| 2020年 | 7月 - 9月   | ジビエート                                         | 小美野雅彦 | N/A          | 釋迦郡卓                      | ランチ・BOX |
| 2023年 | 4月 - 6月   | 異世界召喚は二度目です                             | 中西基樹   | 雪仁         | 釋迦郡卓                      |             |
| 2024年 | 10月 - 12月 | パーティーから追放されたその治癒師、実は最強につき | 大西景介   | 砂山蔵澄     | 釋迦郡卓                      |             |
| 2025年 | 10月 -      | 不器用な先輩。                                     | 小竹歩     | 井上美緒     | 未公表                        |             |

### 劇場アニメ
| 公開年 | タイトル                                            | 監督           | 脚本           | 備考                                                                 |
| ------ | --------------------------------------------------- | -------------- | -------------- | -------------------------------------------------------------------- |
| 1969年 | ㊙劇画 浮世絵千一夜                                 | レオ・ニシムラ | レオ・ニシムラ | レオ・プロダクション時代                                             |
| 2022年 | ロックンおヨネ                                      | 鴫野彰         | 鴫野彰         | 2021年度若手アニメーター育成プロジェクト「あにめのたね2022」参加作品 |
| 2023年 | もしメタ -もし女子高生がメタバースで巫女になったら- | 江上雅之       | 江上雅之       | 2022年度若手アニメーター育成プロジェクト「あにめのたね2023」参加作品 |

### 仕上担当作品
テレビアニメ
- とんでも戦士ムテキング  (1980年)
- 宇宙大帝ゴッドシグマ (1980年-1981年)
- 百獣王ゴライオン  (1981年-1982年)
- 超攻速ガルビオン  (1984年)
- 超時空騎団サザンクロス  (1984年)
- 魔法のエンジェルスイートミント (1990年-1991年)
- 三つ目がとおる （1992年）
- D・N・A² 〜何処かで失くしたあいつのアイツ〜 （1994年）
- 3丁目のタマ うちのタマ知りませんか? （1994年）
- バケツでごはん （1996年）
- 名探偵コナン  (1996年-)
- 剣風伝奇ベルセルク （1997年-1998年）
- 快傑蒸気探偵団 (1998年-1999年)
- ルパン三世 愛のダ・カーポ〜FUJIKO'S Unlucky Days〜  (1999年）
- 超発明BOYカニパン （1999年）
- 地球防衛企業ダイ・ガード  (1999年）
- GTO  (1999年-2000年）
- 今、そこにいる僕 （1999年-2000年）
- とっとこハム太郎 （2000年-2006年）
- ラブひな  (2000年）
- ヴァンドレッド  (2000年)
- 遊☆戯☆王デュエルモンスターズ  (2000年-2004年)
- ルパン三世 1$マネーウォーズ  (2000年)
- 機動天使エンジェリックレイヤー （2001年）
- 星のカービィ  (2001年-2003年)
- シャーマンキング  (2001年-2002年)
- 学園戦記ムリョウ （2001年）
- スクライド  (2001年)
- 地球防衛家族  (2001年)
- 新白雪姫伝説プリーティア  (2001年)
- フルーツバスケット （2001年）
- おねがい☆ティーチャー  (2001年)
- 攻殻機動隊 STAND ALONE COMPLEX  (2002年-2003年）
- ぷちぷり*ユーシィ  (2002年-2003年）
- 東京ミュウミュウ  (2002年-2003年）
- 満月をさがして  (2002年-2003年）
- デュエル・マスターズ  (2002年-2003年)
- 真・女神転生Dチルドレン ライト&ダーク （2002年-2003年）
- 超重神グラヴィオン  (2002年)
- 七人のナナ  (2002年)
- フルメタル・パニック!  (2002年)
- なるたる (2003年）
- ルパン三世 お宝返却大作戦!!  (2003年)
- 超ロボット生命体トランスフォーマー マイクロン伝説  (2003年）
- 爆裂天使 （2004年）
- 蒼穹のファフナー  (2004年）
- 甲虫王者ムシキング 森の民の伝説 （2005年-2006年）
- ふしぎ星の☆ふたご姫  (2005年-2006年)
- ギャラリーフェイク （2005年）
- アイシールド21  (2005年-2008年)
- ノエイン もうひとりの君へ （2005年）
- 絶対少年  (2005年)
- トリニティ・ブラッド  (2005年)
- トランスフォーマー ギャラクシーフォース  (2005年)
- ガン×ソード  (2005年）
- 創聖のアクエリオン  (2005年）
- スピードグラファー  (2005年）
- フタコイ オルタナティブ  (2005年）
- 魔法先生ネギま！  (2005年）
- RED GARDEN  (2006年-2007年)
- パンプキン・シザーズ  (2006年-2007年)
- NANA （2006年-2007年）
- BLACK LAGOON （2006年）
- 009-1  (2006年）
- ネギま!  (2006年）
- 半分の月がのぼる空  (2006年)
- ブラック・ブラッド・ブラザーズ  (2006年)
- DEATH NOTE （2006年-2007年）
- 電脳コイル （2007年）
- アイドルマスター XENOGLOSSIA  (2007年）
- ウエルベールの物語  (2007年)
- 機神大戦ギガンティック・フォーミュラ  (2007年)
- キスダム -ENGAGE planet- （2007年）
- 天元突破グレンラガン  (2007年）
- レンタルマギカ （2007年）
- BLUE DROP  (2007年）
- スケッチブック 〜full color's〜 （2007年）
- 神霊狩  (2007年-2008年)
- NARUTO -ナルト- 疾風伝  (2007年-2017年)
- シゴフミ （2008年）
- まじしゃんず・あかでみい  (2008年）
- マクロスF （2008年）
- 遊☆戯☆王5D's （2008年-2011年）
- 薬師寺涼子の怪奇事件簿  (2008年)
- あかね色に染まる坂  (2008年）
- 俗・さよなら絶望先生 （2008年）
- カイバ （2008年）
- 紅 （2008年）
- xxxHOLiC◆継 （2008年）
- かのこん （2008年）
- シゴフミ  (2008年)
- ヴァンパイア騎士 （2008年）
- ルパン三世 sweet lost night 〜魔法のランプは悪夢の予感〜  (2008年)
- 喰霊-零-  (2008年)
- キャシャーンSins （2008年-2009年）
- ミチコとハッチン  (2008年-2009年）
- とある魔術の禁書目録 （2008年-2009年）
- RIDEBACK  (2009年)
- バスカッシュ!  (2009年)
- ホワイトアルバム  (2009年)
- FAIRY TAIL  (2009年-2013年)
- とある科学の超電磁砲 （2009年）
- テガミバチ （2009年-2010年）
- WORKING!! （2010年）
- 世紀末オカルト学院  (2010年)
- 侵略!イカ娘  (2010年)
- 四畳半神話大系  (2010年)
- デュラララ!!  (2010年)
- はなまる幼稚園 （2010年）
- スーパーロボット大戦OG ジ・インスペクター  (2010年-2011年)
- バトルスピリッツ ブレイヴ  (2010年-2011年)
- Fate/Zero （2011年-2012年）
- ギルティクラウン  (2011年)
- THE IDOLM@STER  (2011年)
- Rio RainbowGate!  (2011年)
- TIGER & BUNNY  (2011年)
- STEINS;GATE  (2011年)
- カンピオーネ!  (2012年）
- 坂道のアポロン  (2012年）
- ブラック★ロックシューター  (2012年）
- LUPIN the Third -峰不二子という女-  (2012年）
- ソードアート・オンライン  (2012年）
- モーレツ宇宙海賊  (2012年）
- 超速変形ジャイロゼッター  (2012年-2013年)
- ROBOTICS;NOTES  (2012年-2013年)
- ガリレイドンナ  (2013年)
- ガッチャマン クラウズ  (2013年)
- 恋愛ラボ  (2013年)
- サーバント×サービス  (2013年)
- 神さまのいない日曜日  (2013年)
- ミス・モノクローム -The Animation-  (2013年)
- ルパン三世 princess of the breeze 〜隠された空中都市〜  (2013年)
- 幕末義人伝 浪漫  (2013年)
- キルラキル  (2013年-2014年)
- スペース☆ダンディ  (2014年)
- そにアニ -SUPER SONICO THE ANIMATION-  (2014年)
- ピンポン THE ANIMATION  (2014年)
- 健全ロボ ダイミダラー  (2014年)
- ノブナガ・ザ・フール   (2014年)
- バディ・コンプレックス  (2014年)
- グラスリップ  (2014年)
- ドラゴンコレクション  (2014年)
- ばらかもん  (2014年)
- テラフォーマーズ（2014年）
- バトルスピリッツ 烈火魂（2015年-2016年）
- バトルスピリッツ ダブルドライブ（2015年-2016年）
- 魔法陣グルグル（2017年）

劇場アニメ
- スーパーマリオブラザーズ ピーチ姫救出大作戦! （1986年）
- ピカチュウのなつやすみ （1998年）
- ピカチュウたんけんたい （1999年）
- ピチューとピカチュウ （2000年）
- カウボーイビバップ 天国の扉 （2001年）
- 雲のむこう、約束の場所 （2004年）
- ロックマンエグゼ 光と闇の遺産 （2005年）
- あらしのよるに （2005年）
- 超劇場版ケロロ軍曹 （2006年）
- 時をかける少女 （2006年）
- 超劇場版ケロロ軍曹3 ケロロ対ケロロ天空大決戦であります! （2008年）
- ポケットモンスター ダイヤモンド&パール ギラティナと氷空の花束 シェイミ （2008年）
- 映画ドラえもん　新・のび太の宇宙開拓史 （2009年）
- 映画ドラえもん　のび太の人魚大海戦 （2010年）
- TRIGUN Badlands Rumble （2010年）
- ももへの手紙  (2011年)
- マジック・ツリーハウス  (2012年)
- ヱヴァンゲリヲン新劇場版:Q （2012年）
- 劇場版 銀魂 完結篇 万事屋よ永遠なれ （2013年）
- ジョバンニの島 （2014年）
- クレヨンしんちゃん オラの引越し物語 サボテン大襲撃 （2015年）
- クレヨンしんちゃん 爆睡!ユメミーワールド大突撃 （2016年）
- 遊☆戯☆王 THE DARK SIDE OF DIMENSIONS （2016年）

OVA
- メガゾーン23  (1985年）
- ドミニオン  (1988年）
- 魔法騎士レイアース （1997年）
- ゲートキーパーズ21 (2002年)
- アニマトリックス  (2003年)
- 大魔法峠 (2006年-2007年)
- デトロイト・メタル・シティ （2008年）
- ルパン三世 GREEN vs RED  (2008年)
- バットマン ゴッサムナイト  (2008年)
- Dante's Inferno: An Animated Epic  (2010年)
- SUPERNATURAL: THE ANIMATION  (2011年)
- 参乗合体 トランスフォーマーGo!  (2013年-2014年)

### 制作協力
- 名探偵コナン （制作元請：トムス・エンタテインメント、各話制作協力、2006年-2010年）
- 銀河鉄道物語 〜永遠への分岐点〜 （制作元請：プラネットエンターテイメント、各話制作協力、2006年）
- つよきす Cool×Sweet （制作元請：トライネットエンタテインメント・スタジオ雲雀 、各話制作協力、2006年）
- あたしンち （制作元請：シンエイ動画、各話制作協力、2006年-2009年）
- ポケットモンスターシリーズ
  - ポケットモンスター アドバンスジェネレーション （制作元請：オー・エル・エム、各話制作協力、2002年-2006年）
  - ポケットモンスター ダイヤモンド&パール （制作元請：オー・エル・エム、各話作画協力、2006年-2010年）※実質は制作協力
- ガラスの仮面 （制作元請：トムス・エンタテインメント東京本社東京ムービー事業本部、各話制作協力、2005年）
- 交響詩篇エウレカセブン （制作元請：ボンズ、各話制作協力、2005年）
- 妖怪人間ベム （制作元請：スタジオコメット、各話制作協力、2006年）
- すもももももも 地上最強のヨメ （制作元請：スタジオ雲雀、各話制作協力、2006年）
- ひまわりっ!シリーズ
  - ひまわりっ! （制作元請：アームス、発注元：スタジオ旗艦、各話制作協力、2006年）
  - ひまわりっ!! （制作元請：アームス、各話制作協力、2007年）
- 吉宗 （制作元請：銀画屋・AICスピリッツ・ゴンジーノ、各話制作協力、2006年）
- 銀魂シリーズ
  - 銀魂 （制作元請：サンライズ、各話制作協力、2006年-2010年）
  - 銀魂' （制作元請：サンライズ、各話制作協力、2011年-2012年）
  - 銀魂' 延長戦 （制作元請：サンライズ、各話制作協力、2013年）
- 一騎当千 Dragon Destiny （制作元請：アームス、各話制作協力、2007年）
- この青空に約束を― 〜ようこそつぐみ寮へ〜 （制作元請：アートランド、各話制作協力、2007年）
- ななついろ★ドロップス （制作元請：スタジオバルセロナ、各話制作協力、2007年）
- ケンコー全裸系水泳部 ウミショー （制作元請：アートランド、各話制作協力、2007年）
- こどものじかん （制作元請：スタジオバルセロナ、各話制作協力、2007年）
- ポルフィの長い旅 （制作元請：日本アニメーション、各話制作協力、2008年）
- 二十面相の娘 （制作元請：ボンズ・テレコム・アニメーションフィルム、各話制作協力、2008年）
- ないしょのつぼみ （制作元請：スタジオ旗艦、制作協力、2008年）
- 鉄腕バーディー DECODE （制作元請：A-1 Pictures、各話制作協力、2008年）
- こんにちは アン 〜Before Green Gables （制作元請：日本アニメーション、各話制作協力、2009年）
- 戦場のヴァルキュリア （制作元請：A-1 Pictures、各話制作協力、2009年）
- ヤッターマン（第2作） （制作元請：タツノコプロ、各話制作協力、2009年）
- 劇場版 ヤッターマン 新ヤッターメカ大集合! オモチャの国で大決戦だコロン! （制作元請：タツノコプロ、制作協力、2009年）
- イナズマイレブンシリーズ
  - イナズマイレブン （制作元請：オー・エル・エム、各話制作協力、2009年-2011年）
  - イナズマイレブンGO （制作元請：オー・エル・エム、各話制作協力、2011年-2012年）
  - イナズマイレブンGO クロノ・ストーン （制作元請：オー・エル・エム、各話制作協力、2012年）
- バトルスピリッツシリーズ
  - バトルスピリッツ 少年激覇ダン （制作元請：サンライズ、各話制作協力、2009年）
  - バトルスピリッツ 覇王 （制作元請：サンライズ、各話制作協力、2011年-2012年）
  - バトルスピリッツ ソードアイズ （制作元請：サンライズ、各話制作協力、2012年-2013年）
  - 最強銀河 究極ゼロ 〜バトルスピリッツ〜 （制作元請：サンライズ、各話制作協力、2013年-2014年）
- 劇場版 銀魂 新訳紅桜篇 （制作元請：サンライズ、制作協力、2010年）
- ひだまりスケッチ×☆☆☆ （制作元請：シャフト、各話制作協力、2010年）
- 爆丸バトルブローラーズ ニューヴェストロイア （制作元請：トムス・エンタテインメント、各話制作協力、2010年）
- べるぜバブ （制作元請：ぴえろプラス、各話制作協力、2011年）
- ダンボール戦機シリーズ
  - ダンボール戦機 （制作元請：オー・エル・エム、各話制作協力、2011年）
  - ダンボール戦機W （制作元請：オー・エル・エム、各話制作協力、2012年-2013年）
  - ダンボール戦機ウォーズ （制作元請：オー・エル・エム、各話制作協力、2013年）
- 宇宙兄弟 （制作元請：A-1 Pictures、各話制作協力、2012年-2013年）
- NARUTO -ナルト- SD ロック・リーの青春フルパワー忍伝 （制作元請：ぴえろ、各話制作協力、2012年-2013年）
- 惡の華 （制作元請：ZEXCS、各話制作協力、2013年）
- アイカツ! （制作元請：サンライズ、各話制作協力、2013年）
- ドラえもん （制作元請：シンエイ動画、各話制作協力、2013年-）
- 弱虫ペダル （制作元請：トムス・エンタテインメント、各話制作協力、2013年-2014年）
- 妖怪ウォッチ （制作元請：オー・エル・エム、各話制作協力、2014年）
- ゴールデンタイム （制作元請：J.C.STAFF、各話制作協力、2014年）
- サザエさん （制作元請：エイケン、制作協力、2015年）
- 斉木楠雄のΨ難 （制作元請：EGG FIRM×J.C.STAFF、各話制作協力、2016年）
- 傷物語シリーズ
  - 傷物語〈I 鉄血篇〉 （制作元請：シャフト、撮影協力、2016年）
  - 傷物語〈II 熱血篇〉 （制作元請：シャフト、撮影協力、2016年）
  - 傷物語〈III 冷血篇〉 （制作元請：シャフト、撮影協力、2017年）
- クレヨンしんちゃん 新婚旅行ハリケーン～失われたひろし～（制作元請：シンエイ動画、制作協力、2019年）
- 映像研には手を出すな! （制作元請：サイエンスSARU、各話制作協力、2020年）
- 最遊記RELOAD -ZEROIN-（制作元請：ライデンフィルム、各話制作協力、2022年）
- デート・ア・ライブIV（制作元請：GEEKTOYS、各話制作協力、2022年）

### その他
| 年       | タイトル                         | 備考                     |
| -------- | -------------------------------- | ------------------------ |
| 1968年   | 性のハレンチ                     | 提供：大蔵映画、実写作品 |
| 2007年   | 千夜鬼譚                         | 携帯コンテンツ           |
| 2021年 - | 漫画家イエナガの複雑社会を超定義 | CGアニメーション担当     |

## 関連人物

### アニメーター・演出家
- 青野厚司
- 尾形健一郎
- 興村忠美
- 川西泰二
- 菊地功一
- 久保太郎
- 小林勝利
- 佐藤綾子

- 重国勇二
- 外崎春雄
- 武田政次
- 中村圭三
- 福本潔
- 藤田正幸
- 松島晃
- 宮原秀二

### 役員
2024年4月現在。
- 西村龍徳（代表取締役社長）
- 西村龍衛（専務取締役）
- 釋迦郡卓（取締役・プロデューサー）
- 西村徹也（取締役・撮影部長）
- レオ西村（創業者）